# Sapperton
Sapperton är en ort och civil parish i Storbritannien.   Den ligger i grevskapet Gloucestershire och riksdelen England, i den södra delen av landet, 140 km väster om huvudstaden London. Sapperton ligger 157 meter över havet och antalet invånare är 412.
Terrängen runt Sapperton är platt. Runt Sapperton är det ganska tätbefolkat, med 160 invånare per kvadratkilometer. Närmaste större samhälle är Gloucester, 18,9 km nordväst om Sapperton. Trakten runt Sapperton består till största delen av jordbruksmark.